# Кузнецов, Андрей Николаевич (хоккеист)
Андрей Николаевич Кузнецов (род. 25 января 1977, Ярославль) — российский хоккеист, защитник, нападающий. Мастер спорта России международного класса. Тренер.

## Биография
Воспитанник ярославского хоккея. Дебютировал в команде «Яринтерком» (1992/93). В сезонах 1993/94 — 1996/97 выступал за «Торпедо-2» Ярославль. В начале сезона 1996/97 перешёл в «Олимпию» Кирово-Чепецк. Сезон 1998/99 отыграл в ХК ЦСКА, в начале следующего сезона вернулся в «Олимпию». В сезоне 2000/01 играл в американских командах «Мейкон Вупи» (CHL) и «Дейтон Бомберз» (ECHL). Затем выступал за «Газовик» Тюмень (2001/02 — 2005/06, 2006/07), «Амур» Хабаровск (2005/06 — 2006/07), казахстанские клубы «Казцинк-Торпедо» Усть-Каменогорск (2006/07), «Казахмыс» Сатпаев (2007/08) и «Бейбарыс» Атырау (2010/11), за «Молот-Прикамье» Пермь (2008/09 — 2009/10),
«Ижсталь» Ижевск (2009/10) и «Спутник» Нижний Тагил (2010/11 — 2011/12).
Участник зимней Универсиады 1999. Победитель Универсиад 2003, 2005.
Тренер в школе ярославского «Локомотива». С 2023 года — в академии Михайлова.